# Chip Ganassi Racing
Ne pas confondre avec l'écurie Earnhardt Ganassi Racing engagée en NASCAR.

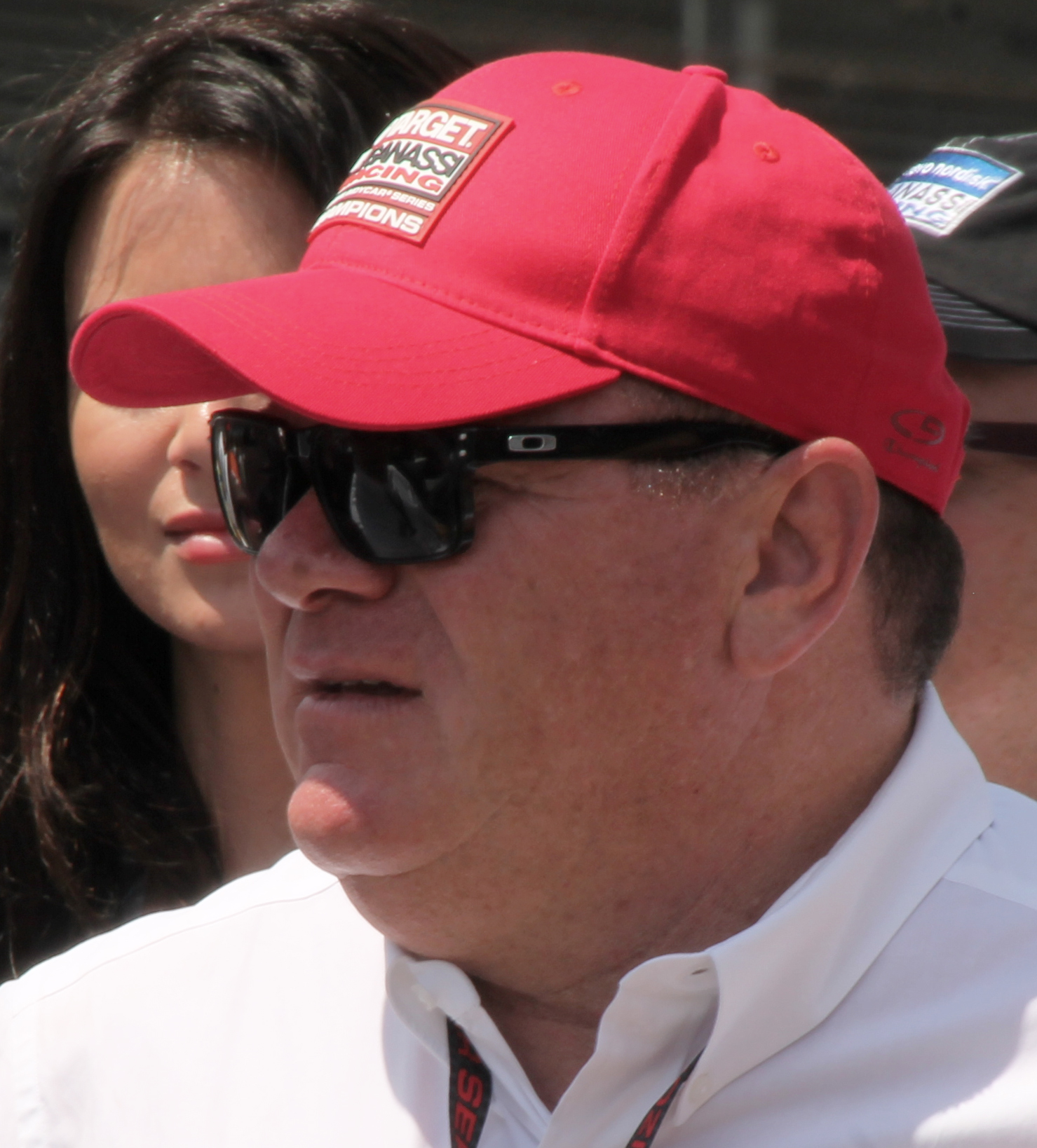
Chip Ganassi en 2015

Le Chip Ganassi Racing est une écurie de sport automobile américaine, propriété de l'entrepreneur Chip Ganassi (en), qui engage actuellement des voitures dans les championnats IndyCar Series, WeatherTech SportsCar Championship, WEC et Extreme E. Par le passé, le Chip Ganassi Racing a également brillé dans les championnats NASCAR Cup Series et CART.

## Historique

### CART
L'écurie de CART est fondée en 1992 grâce notamment à l'apport de la firme américaine Target. Après des débuts laborieux, elle commence à briller au milieu des années 1990, grâce notamment à l'arrivée de l'ingénieur britannique Morris Nunn. L'écurie remporte quatre titres consécutifs entre 1996 et 1999 avec les pilotes Jimmy Vasser, Alessandro Zanardi (à deux reprises) et Juan Pablo Montoya. 
En 2000, l'écurie opte pour le moteur Toyota qui permet au constructeur japonais de remporter sa première course dans ce championnat mais le manque de fiabilité empêche Montoya de conserver son titre malgré sa domination.
Début 2001, avec l'engagement de deux jeunes pilotes prometteurs, le Brésilien Bruno Junqueira et le Français Nicolas Minassian, beaucoup s'attendent à ce que l'écurie Chip Ganassi Racing renoue avec la victoire. Malheureusement, la saison tourne rapidement au fiasco : Minassian et Junqueira sont dépassés et ont toutes les peines du monde à s'adapter à la discipline. Le Français est limogé en juin 2001, faute de résultats, et remplacé par le pilote Américano-mexicain Memo Gidley. Comble de malchance, ce dernier est victime d'un gros accident lors de l'épreuve d'Elkhart Lake, provoquant le drapeau rouge, ce qui, ironie du sort, va permettre à son équipier Junqueira de remporter sa seule victoire de la saison.

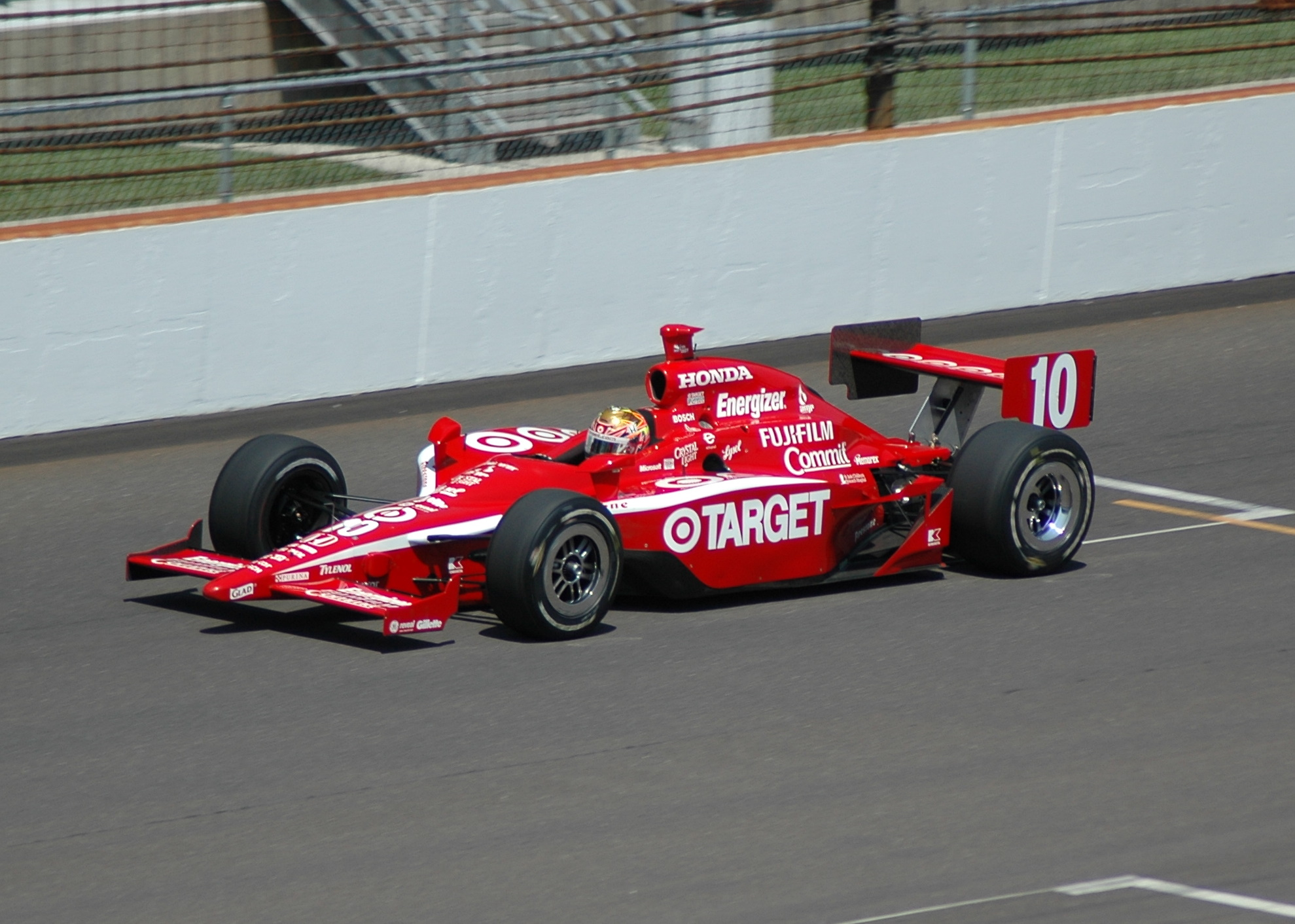
Dan Wheldon sur une monoplace du Chip Ganassi Racing lors des essais de l'Indy 500 2007.

À l'issue de la saison 2002, le Chip Ganassi Racing a quitté le CART pour se concentrer sur le championnat rival IndyCar.

### IZOD IndyCar Series
Parallèlement à son implication dans le championnat CART, le Chip Ganassi Racing effectue dès 2000 des incursions dans le championnat IndyCar (alors appelé Indy Racing League), à l'occasion de l'épreuve des 500 Miles d'Indianapolis. La participation du Chip Ganassi Racing à l'Indy 500 en 2000 se solde d'ailleurs par une victoire écrasante du pilote colombien Juan Pablo Montoya.
En 2002, le Chip Ganassi Racing engage pour la première fois une voiture à temps plein en IndyCar, pilotée par l'ancien pilote moto Jeff Ward. Puis, à partir de 2003, l'équipe abandonne le CART et se concentre exclusivement sur ce championnat. En 2003, le Néo-Zélandais Scott Dixon est sacré champion.
Puis après deux années difficiles malgré une victoire du Néo-Zélandais sur un circuit routier (à Watkins Glen), l'écurie de Chip Ganassi revient sur le devant de la scène en 2006 avec notamment le recrutement du champion indycar 2005 Dan Wheldon qui termine la saison à égalité de points avec l'américain Sam Hornish Jr mais perd le championnat sur le nombre de victoires.
En 2008, le Néo-Zélandais Scott Dixon gagne un deuxième titre puis Dario Franchitti gagne les trois éditions suivantes (2009, 2010 et 2011).
En 2013, Scott Dixon gagne un troisième titre, l'écurie gagnant ainsi son sixième titre.

### NASCAR

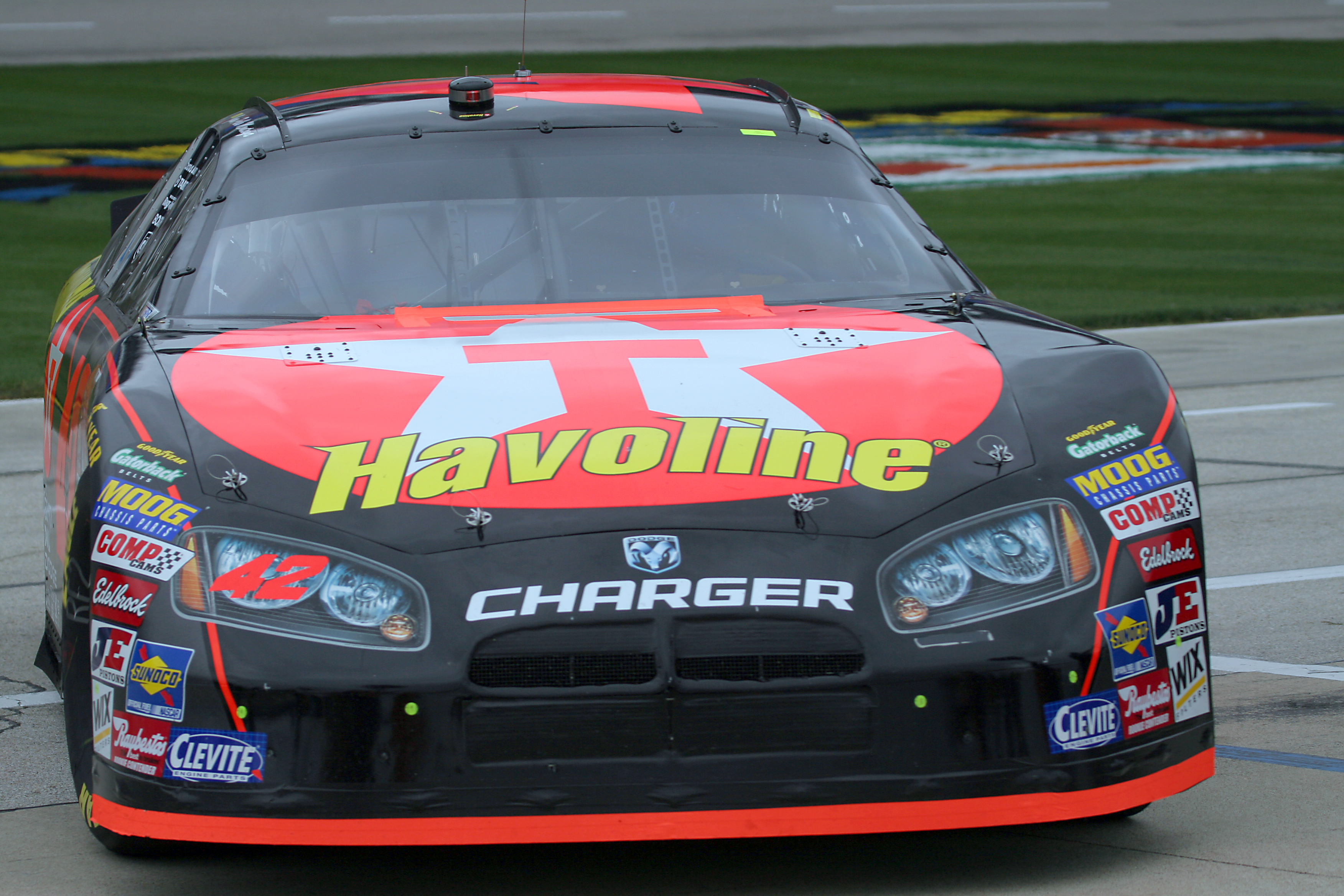
La Dodge NASCAR de Montoya en 2007

L'équipe de NASCAR est créée en 2001, à la suite du rachat par Chip Ganassi et à hauteur de 80 % de la structure détenue par l'homme d'affaires d'origine cubaine Felix Sabates (en). Après être passé près du titre en 2002 avec le pilote Sterling Marlin (dominateur durant la majeure partie du championnat avant d'être victime d'un accident), l'écurie de NASCAR du Chip Ganassi Racing, qui engage trois voitures à temps plein en Nextel Cup, rentre dans le rang. Mais le recrutement surprise de l'ancien pilote de Formule 1 Juan Pablo Montoya à compter de la saison 2007 et en 2008 du champion IndyCar 2007 Dario Franchitti lui offre un formidable coup de projecteur médiatique.
En juin 2021, l'équipe Trackhouse Racing (en) annonce l'acquisition de la branche NASCAR de Chip Ganassi.

### Rolex Sports Car Series
En 2011, l'écurie gagne le Rolex 24 Grand-Am avec Scott Pruett, Memo Rojas, Graham Rahal et Joey Hand au volant. La victoire a fait de Chip Ganassi la première écurie à remporter les quatre courses les plus importantes du circuit nord-américain dans une période de 12 mois : le Daytona 500, l'Indianapolis 500, le Brickyard 400 et les 24 heures de Daytona.

### Championnat du monde d'endurance FIA
L'équipe accompagne le retour du constructeur Ford avec Multimatic en endurance lors de la saison 2016 du championnat du monde d'endurance. Engageant quatre Ford GT aux 24 Heures du Mans, l'équipe engrange sa première victoire de la saison.

## Palmarès
- Vainqueur du championnat CART en 1996 avec Jimmy Vasser
- Vainqueur du championnat CART en 1997 et 1998 avec Alessandro Zanardi
- Vainqueur du championnat CART en 1999 avec Juan Pablo Montoya
- Vainqueur des 500 miles d'Indianapolis 2000 avec Juan Pablo Montoya
- Vainqueur des 500 miles d'Indianapolis 2010 avec Dario Franchitti
- Vainqueur des 500 miles d'Indianapolis 2012 avec Dario Franchitti
- Vainqueur du championnat IndyCar Series en 2003, 2008, 2013, 2015, 2018 et 2020 avec Scott Dixon
- Vainqueur du championnat IndyCar Series en 2009, 2010 et 2011 avec Dario Franchitti
- Vainqueur du championnat IndyCar Series en 2021 avec Álex Palou
- Vainqueur des 24 Heures de Daytona en 2006 avec Scott Dixon, Casey Mears et Dan Wheldon
- Vainqueur des 24 Heures de Daytona en 2007 avec Salvador Duran, Juan Pablo Montoya et Scott Pruett
- Vainqueur des 24 Heures de Daytona en 2008 avec Dario Franchitti, Juan Pablo Montoya, Scott Pruett et Memo Rojas
- Vainqueur des 24 Heures de Daytona en 2011 avec Joey Hand, Scott Pruett, Memo Rojas et Graham Rahal
- Vainqueur des 24 Heures de Daytona en 2013 avec Scott Pruett, Memo Rojas, Juan Pablo Montoya et Charlie Kimball
- Vainqueur du championnat Rolex Sports Car Series en 2008, 2010 et 2011 avec Scott Pruett et Memo Rojas
- Vainqueur des classements par équipe et pilote du North American Endurance Championship en 2013[4]
- Vainqueur des 12 Heures de Sebring en 2014 avec  Scott Pruett, Memo Rojas et Marino Franchitti

### Pilotes de l'écurie vainqueurs de l'IndyCar
| Année | Vainqueur            | Victoires | Châssis           | Moteur               | Pneus     |
| ----- | -------------------- | --------- | ----------------- | -------------------- | --------- |
| 1996  | Jimmy Vasser         | 4         | Reynard 96I       | Honda                | Firestone |
| 1997  | Alessandro Zanardi   | 5         | Reynard 97i       | Honda                | Firestone |
| 1998  | Alex Zanardi (2)     | 7         | Reynard 98i       | Honda                | Firestone |
| 1999  | Juan Pablo Montoya   | 7         | Reynard 99i       | Honda                | Firestone |
| 2003  | Scott Dixon          | 3         | G-Force GF09      | Toyota               | Firestone |
| 2008  | Scott Dixon (2)      | 6         | Dallara IR-05     | Honda HI7R           | Firestone |
| 2009  | Dario Franchitti     | 5         | Dallara IR-05     | Honda HI7R           | Firestone |
| 2010  | Dario Franchitti (2) | 3         | Dallara IR-05     | Honda HI7R           | Firestone |
| 2011  | Dario Franchitti (3) | 4         | Dallara IR-05     | Honda HI7R           | Firestone |
| 2013  | Scott Dixon (3)      | 4         | Dallara DW12 (en) | Honda HI13TT V6      | Firestone |
| 2015  | Scott Dixon (4)      | 3         | Dallara DW12      | Chevrolet            | Firestone |
| 2018  | Scott Dixon (5)      | 3         | Dallara DW12      | Honda HI18TT V6t     | Firestone |
| 2020  | Scott Dixon (6)      | 4         | Dallara DW12      | Honda HI20TT V6t     | Firestone |
| 2021  | Álex Palou           | 3         | Dallara DW12      | Honda HI21R Indy-V-6 | Firestone |

### Pilotes de l'écurie vainqueurs des 500 miles d'Indianapolis
| Année | Vainqueur            | Châssis       | Moteur     | Pneus     |
| ----- | -------------------- | ------------- | ---------- | --------- |
| 2000  | Juan Pablo Montoya   | Dallara       | Oldsmobile | Firestone |
| 2008  | Scott Dixon          | Dallara IR-05 | Honda HI7R | Firestone |
| 2010  | Dario Franchitti     | Dallara IR-05 | Honda HI7R | Firestone |
| 2012  | Dario Franchitti (2) | Dallara DW12  | Honda      | Firestone |
| 2022  | Marcus Ericsson      | Dallara IR-18 | Honda      | Firestone |